# Chthonius siculus
Chthonius siculus är en spindeldjursart som beskrevs av Beier 1961. Chthonius siculus ingår i släktet Chthonius och familjen käkklokrypare. Inga underarter finns listade i Catalogue of Life.